# Нумукаміс 1
Нумукаміс 1 (англ. Numukamis 1) — індіанська резервація в Канаді, у провінції Британська Колумбія, у межах регіонального округу Елберні-Клекват.

## Населення
За даними перепису 2016 року, індіанська резервація нараховувала 5 осіб, показавши скорочення на 50,0%, порівняно з 2011-м роком. Середня густина населення становила 0,7 осіб/км².

## Клімат
Середня річна температура становить 8,8°C, середня максимальна – 18,1°C, а середня мінімальна – -0,7°C. Середня річна кількість опадів – 2 872 мм.
| Клімат поселення                              | Клімат поселення | Клімат поселення | Клімат поселення | Клімат поселення | Клімат поселення | Клімат поселення | Клімат поселення | Клімат поселення | Клімат поселення | Клімат поселення | Клімат поселення | Клімат поселення | Клімат поселення |
| Показник                                      | Січ.             | Лют.             | Бер.             | Квіт.            | Трав.            | Черв.            | Лип.             | Серп.            | Вер.             | Жовт.            | Лист.            | Груд.            |                  |
| Середній максимум, °C                         | 6,94             | 8,28             | 9,06             | 11,27            | 14,06            | 16,41            | 17,38            | 18,14            | 16,29            | 12,21            | 8,31             | 6,07             |                  |
| Середня температура, °C                       | 3,12             | 4,46             | 5,26             | 7,45             | 10,24            | 12,60            | 14,70            | 15,48            | 13,61            | 9,54             | 5,64             | 3,38             |                  |
| Середній мінімум, °C                          | −0,68            | 0,64             | 1,42             | 3,64             | 6,43             | 8,78             | 12,02            | 12,80            | 10,96            | 6,86             | 2,96             | 0,70             |                  |
| Норма опадів, мм                              | 428              | 326              | 295              | 209              | 135              | 101              | 54               | 70               | 97               | 295              | 457              | 405              |                  |
| Середньомісячна швидкість вітру, м/с          | 4.04             | 3.74             | 3.90             | 3.86             | 3.71             | 3.69             | 3.49             | 3.16             | 3.00             | 3.39             | 4.04             | 4.00             |                  |
| Середньомісячна сонячна радіація, кДж/м²·день | 3136             | 5938             | 9677             | 14357            | 18046            | 19230            | 20105            | 17220            | 12834            | 7049             | 3605             | 2518             |                  |
| --------------------------------------------- | ---------------- | ---------------- | ---------------- | ---------------- | ---------------- | ---------------- | ---------------- | ---------------- | ---------------- | ---------------- | ---------------- | ---------------- | ---------------- |
| Джерело:                                      |                  |                  |                  |                  |                  |                  |                  |                  |                  |                  |                  |                  |                  |